# مبتدیان مطلق (ترانه دیوید بویی)
«مبتدیان مطلق» (انگلیسی: Absolute Beginners) ترانه‌ای از دیوید بویی، موسیقی‌دان انگلیسی، است. این اثر که در ژوئن و اوت ۱۹۸۵ ضبط و در ۳ مارس ۱۹۸۶ منتشر شد، ترانهٔ اصلی فیلمی به همین نام محصول سال ۱۹۸۶ (خود اقتباسی از رمان مبتدیان مطلق) بود. اگرچه این فیلم به موفقیت تجاری نرسید، اما این ترانه از نظر استقبال موفق بود و به رتبه دوم جدول تک‌آهنگ‌های بریتانیا رسید. همچنین در جدول اصلی تک‌آهنگ‌ها در ده کشور دیگر به ۱۰ عنوان برتر جدول رسید. این ترانه در ایالات متحده به جایگاه ۵۳ بیلبورد هات ۱۰۰ رسید.
بویی «مبتدیان مطلق» را به‌صورت زنده در تور عنکبوت شیشه‌ای خود در سال ۱۹۸۷، تور «مینی» سال ۲۰۰۰ و تور هیتن در سال ۲۰۰۲ اجرا کرد. این ترانه در تعدادی از مجموعه‌های بویی و انتشارات «بهترین آثار» او گنجانده شده است. همچنین این ترانه در نسخهٔ پخش مجدد سال ۱۹۹۵ آلبوم امشب(۱۹۸۴) گنجانده شده است.